# Annales de la Société des Sciences Naturelles de la Charente-Inférieure
Annales de la Société des Sciences Naturelles de la Charente-Inférieure (abreviado Ann. Soc. Sci. Nat. Charente-Infér.) fue una revista con ilustraciones y descripciones botánicas que fue editada en Francia. Se publicaron los números 15-37, en los años 1879-1927; n.s., vols. 1-?, 1928-1938. Fue precedida por Annales, Académie de La Rochelle. Section des Sciences naturelles y reemplazada por Annales de la Société des Sciences Naturelles de la Charente-Maritime.